# Brzozów
Brzozów (udtale: [ˈbʐɔzuf]; ukrainsk: Березів, Bereziv; yiddish: ברעזשוב Brezhov; lat. Brozovia, eller Prozzow)  er en by i den sydlige centrale del af  Voivodskabet Nedrekarpater i det sydøstlige Polen.  Rzeszów  har 7.366(2021) indbyggere og et areal på 11,46 km².  Den er en del af   powiatet (amt) Brzozów. Den ligger 38 kilometer syd for byen Rzeszów.

## Historie
Brzozów blev grundlagt i 1359, og fik navn efter en tidligere, tilstødende bebyggelse fra det 14. århundrede, som gradvist over tid blev kendt som Stara Wieś (Gamle Landsby). I Stara Wieś er der er en stor jesuiterbasilika og -kloster, bygget i 1760. Dronning Maria 1. af Ungarn donerede Brzozów og fire andre landsbyer til biskoppen af Przemyśl i 1384. Fra midten af det 14. til det tidlige 19. århundrede boede Biskopperne af Przemyśl hovedsagelig ved Brzozów.
Der fandt tatariske angreb sted i 1525, 1623–25, 1629 og med store tab i 1674. Bagefter faldt Brzozów kommercielt indtil det 19. århundrede.
Fra den første opdeling af Polen i 1772 til 1918 var byen en del af det Kejserriget Østrig (Østrigs side efter kompromiset af 1867), leder af distriktet med samme navn, en af de 78 Bezirkshauptmannschaften i Kongeriget Galicien og Lodomerien.
Før Anden Verdenskrig var der et jødisk samfund på omkring 1300 i Brzozów. En stor del blev massakreret den 10. august 1942 af det tyske SS. Resten blev sendt til dødslejre eller myrdet af nazisterne under krigen. Siden da har der ikke været nogen jødisk tilstedeværelse i byen.